# Infiltració (hidrologia)

Secció d'un vessant d'un pujol

Infiltració és el procés pel qual l'aigua a la superfície terrestre entra al sòl. La velocitat d'infiltració a la ciència del sòl és una mesura de la velocitat a la qual el sòl pot absorbir la precipitació o el reg. Es mesura en polzades per hora o mil·límetres per hora. La velocitat disminueix a mesura que el sòl es satura. Si la velocitat de precipitació excedeix la velocitat d'infiltració, normalment es produirà escorrentia a menys que hi hagi alguna barrera física. Està relacionat amb la conductivitat hidràulica saturada del sòl proper a la superfície. La velocitat d'infiltració es pot mesurar mitjançant un infiltròmetre.
La infiltració és causada per dues forces: gravetat i acció capil·lar. Mentre que els porus més petits ofereixen major resistència a la gravetat, els porus molt petits treuen l'aigua a través de l'acció capil·lar, a més de fins i tot contra la força de la gravetat.
La velocitat d'infiltració està determinada per les característiques del sòl, incloent facilitat d'entrada, capacitat d'emmagatzematge i velocitat de transmissió a través del sòl. La textura del sòl i l'estructura, els tipus de vegetació i la coberta, contingut d'aigua del sòl, la temperatura del sòl i la intensitat de la pluja tenen un paper important en el control de la infiltració taxa i capacitat. Per exemple, els sòls de gra gruixuts tenen grans espais entre cada gra i permeten que l'aigua s'infiltri ràpidament. La vegetació crea sòls més porosos per protegir el sòl de l'impacte de la gota de gota, que pot tancar els espais naturals entre les partícules del sòl, afluixar el sòl a través de l'acció de l'arrel i millorar la presència d'organismes del sòl com termites, cucs i mamífers petits. que tenen un impacte directe sobre les densitats massives del sòl. Per aquest motiu, les zones forestals tenen els índexs d'infiltració més elevats de qualsevol tipus vegetatiu.